# 中央研究院

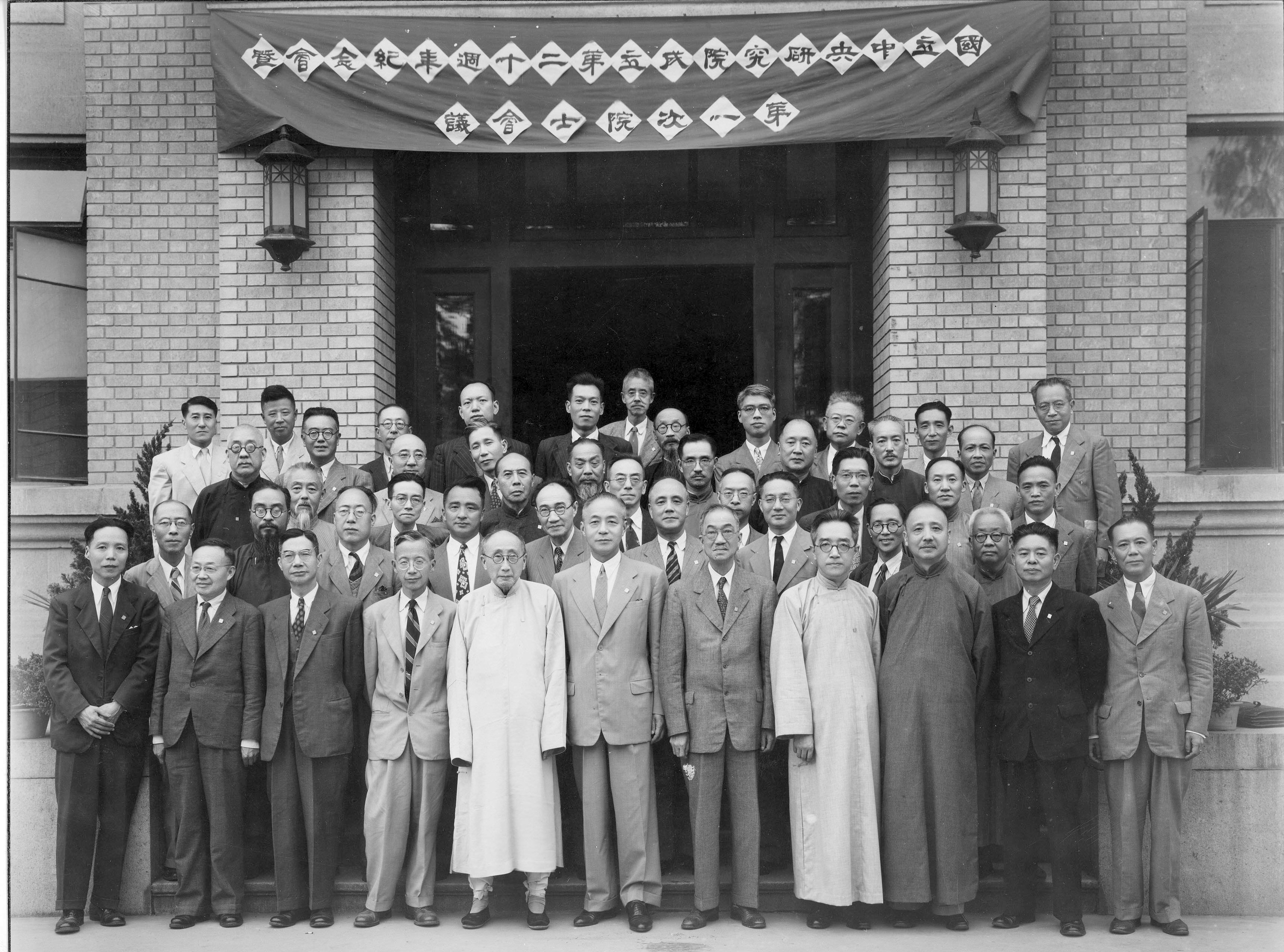
1948年の中央研究院第一届院士

中央研究院（ちゅうおうけんきゅういん、略称は中研院, ラテン語は Academia Sinica）は、中華民国（台湾）の最高学術研究機関（国立アカデミー）。中華民国総統府直属。科学及び人文学の研究・指導・連絡・学術振興・人材育成を行なっている。所在地は台北市南港区。
1928年6月9日、南京にて設立。初代院長は蔡元培。現院長は、カリフォルニア大学ロサンゼルス校の教授だった化学者の廖俊智（第8代、2016年 - ）。また、中華人民共和国の中国科学院及び中国社会科学院に相当する。

## 沿革
1927年4月17日、中央政治会議第74次会議が南京で開催され、李煜瀛（石曽）より中央研究院設立案が提出された。会議により決意された設立案は李煜瀛（石曽）、蔡元培（孑民）、張人傑（静江）により中研院組織法が共同起草された。5月9日、中央政治会議第90次会議で中研院設立準備室の組織が決定し、蔡元培、李煜瀛、張人傑、褚民誼、許崇清、金湘帆が準備委員に任命された。7月4日には「中華民国大学院組織条例」が公布、設立準備中の中研院を中華民国大学院の付属機関の一つと位置づけることが決定した。更に11月9日、「中央研究院組織法」が公布され，中央研究院は国民政府に直属し、中華民国最高学術研究機関とすることが法律で明確に規定され、物理、化学、工学、地質、天文、気象、歴史語言、国文学、考古学、心理学、教育、社会科学、動物、植物の14研究所の設立が決定した。11月20日、大学院院長である蔡元培は学術界の30名を中研院設立のために招聘し、設立準備が具体的に進められた。設立への具体案として優先して理化実業研究所、地質調査所、社会科学研究所、気象台の4研究機関を設立する事が決定し、各準備委員により積極的な準備が進められた。

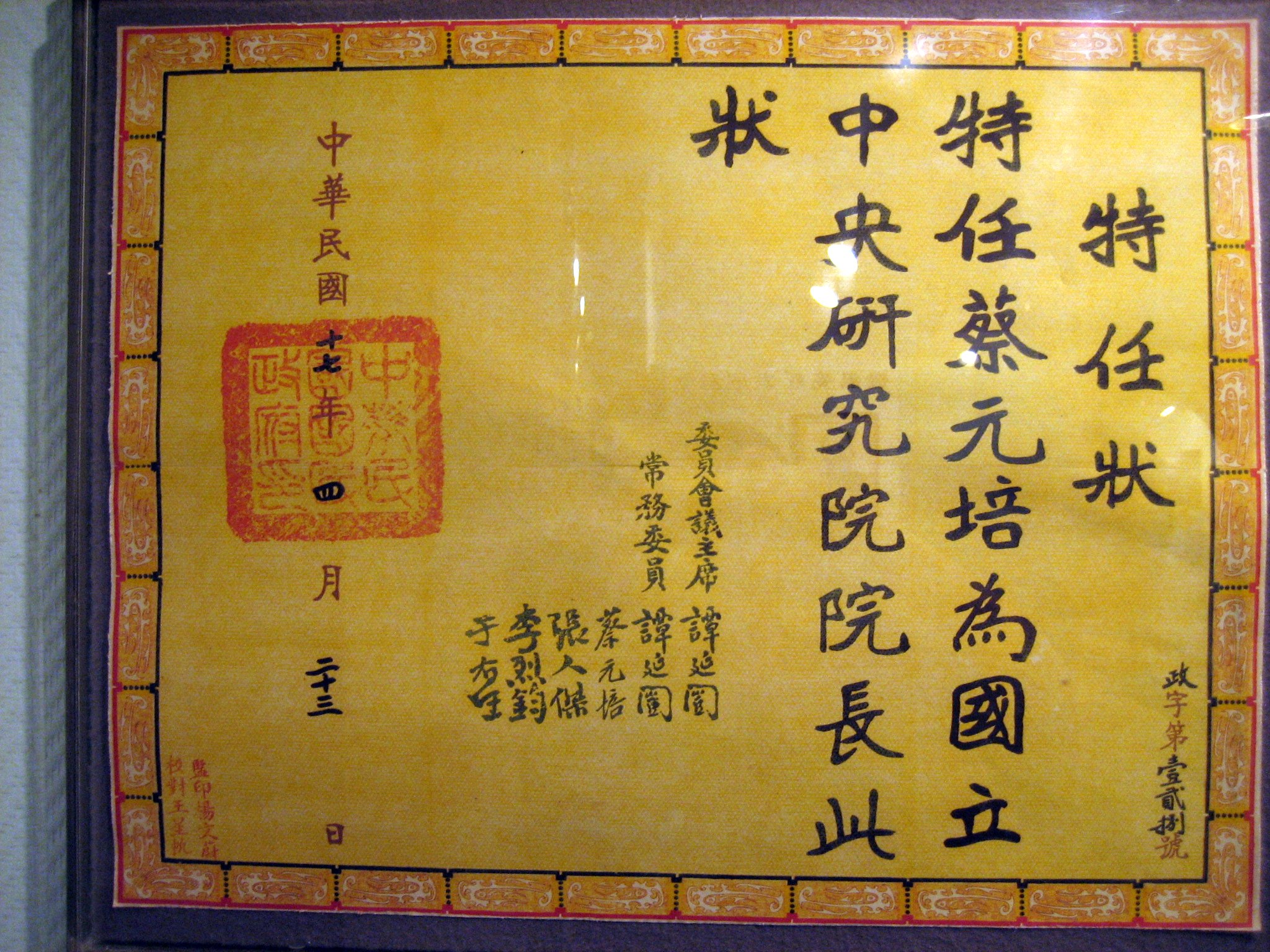
蔡元培の院長任命委任状

1928年4月10日、「修正国立中央研究院組織条例」が制定され、中研院は独立機関に変更された。そして4月23日には蔡元培を院長に選出、5月には事務取り扱いが開始され、6月9日に第1回院務会議が上海東亜酒楼で開催され、中研院の成立が正式に宣言された。中研院創立に関与した院士は中国科学社の研究員であり、中研院成立後は中国科学社を吸収し、中国の科学界を代表する地位を確立した。
初代院長蔡元培の任期内に中研院は南京、上海などに研究所10ヶ所を設置、理化実業、社会科学、歴史語言の3研究所及び地質調査所、気象台及び自然歴史博物館が活発な活動を行なった。日中戦争中は、戦乱を避けて中研院は昆明、桂林、重慶等へ疎開し、終戦後に再び北京、上海などに戻った。1948年3月26日、中研院院士81人を選出し、9月23日に第1回院士会議を開催、ここに中研院の体制が確立されたのであった。

## 中研院の復興
国共内戦の結果、1949年に国民党政府は大陸の統治権を失い、歴史語言研究所の全機関と数学研究所の一部蔵書が台北に搬出され、桃園県楊梅駅倉庫に保管された。その他の研究所は大陸に残され、後日発足した中国科学院の母体となった。人員では多くの院士と第1回院士会議で選出された第三期評議員32人もまた大陸に残留したため、台湾では中研院を運営する法定定員に満たないため、運営は実質上停止状態に陥った。こうした困難な状況下であっても1954年、院長である朱家驊などの尽力により台北市南港区の現所在地に中研院が建築された。
1957年、台湾で登録した院士を実質の構成員とする総統令により法定定員の問題を解決し、4月2日に台湾に於いて第2回院士会議を、4月3日に第3期評議会第1回会議を開催した。そして首同年12月、胡適を朱家驊の後任院長に選出し、台湾での中研院復興に尽力した。その後王世杰、銭思亮、呉大猷の歴代院長の尽力により、今日の規模が確立された。
1994年、アメリカで研究生活を送っていた李遠哲が院長に就任すると、中研院の国際化を積極的に推進し、12年の任期中に海外から研究者を招聘し後生の指導に当らせ、また海外で活躍する研究者の帰国を推進する等、国際的に通用する研究機関への発展を実現している。

## 研究所
- 数理科学
  - 数学研究所
  - 物理研究所
  - 化学研究所
  - 地球科学研究所
  - 情報科学研究所
  - 統計科学研究所
  - 原子分子科学研究所
  - 天文及天文物理研究所
  - 応用科学研究センター
  - 環境変遷研究センター
  - 情報科技創新研究センター
- 生命科学
  - 植物及び微生物学研究所
  - 細胞と個体生物学研究所
  - 生物化学研究所
  - 分子生物研究所
  - 生物医学科学研究所
  - 農業生物科技研究センター
  - ゲノム研究センター
  - 生物多様性研究センター
  - 生医転写研究センター
- 人文社会科学
  - 歴史語言研究所
  - 民族学研究所
  - 近代史研究所
  - 経済研究所
  - 欧米研究所
  - 中国文哲研究所
  - 台湾史研究所
  - 社会学研究所
  - 語言学研究所
  - 政治学研究所
  - 法律学研究所
  - 人文社会科学研究センター

## 歴代院長
- 蔡元培 1928年4月 - 1940年3月

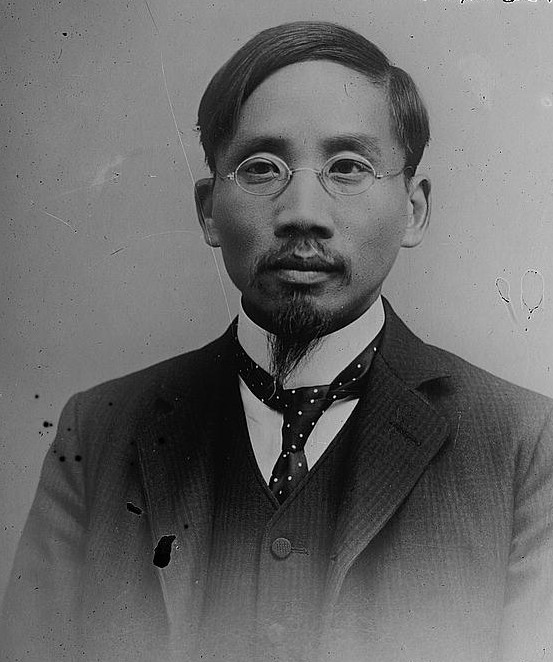
蔡元培

- 朱家驊（代行） 1940年9月 - 1957年10月
- 胡適 1957年12月 - 1962年2月
- 王世杰 1962年5月 - 1970年4月
- 銭思亮 1970年5月 - 1983年9月
- 呉大猷 1983年10月 - 1994年1月
- 李遠哲 1994年1月 - 2006年5月
- 翁啓恵 2006年5月 - 2016年5月
- 王汎森（中国語版）(代行) 2016年5月 - 2016年6月
- 廖俊智 2016年6月 -

## 院士
- 1948年より中央研究院院士（フェロー）と呼ばれる栄誉職を2年に1度、選挙により選出している。院士に選出されることは中華民国（台湾）の研究者にとって栄誉とされる。